# 阿坎巴羅雕像

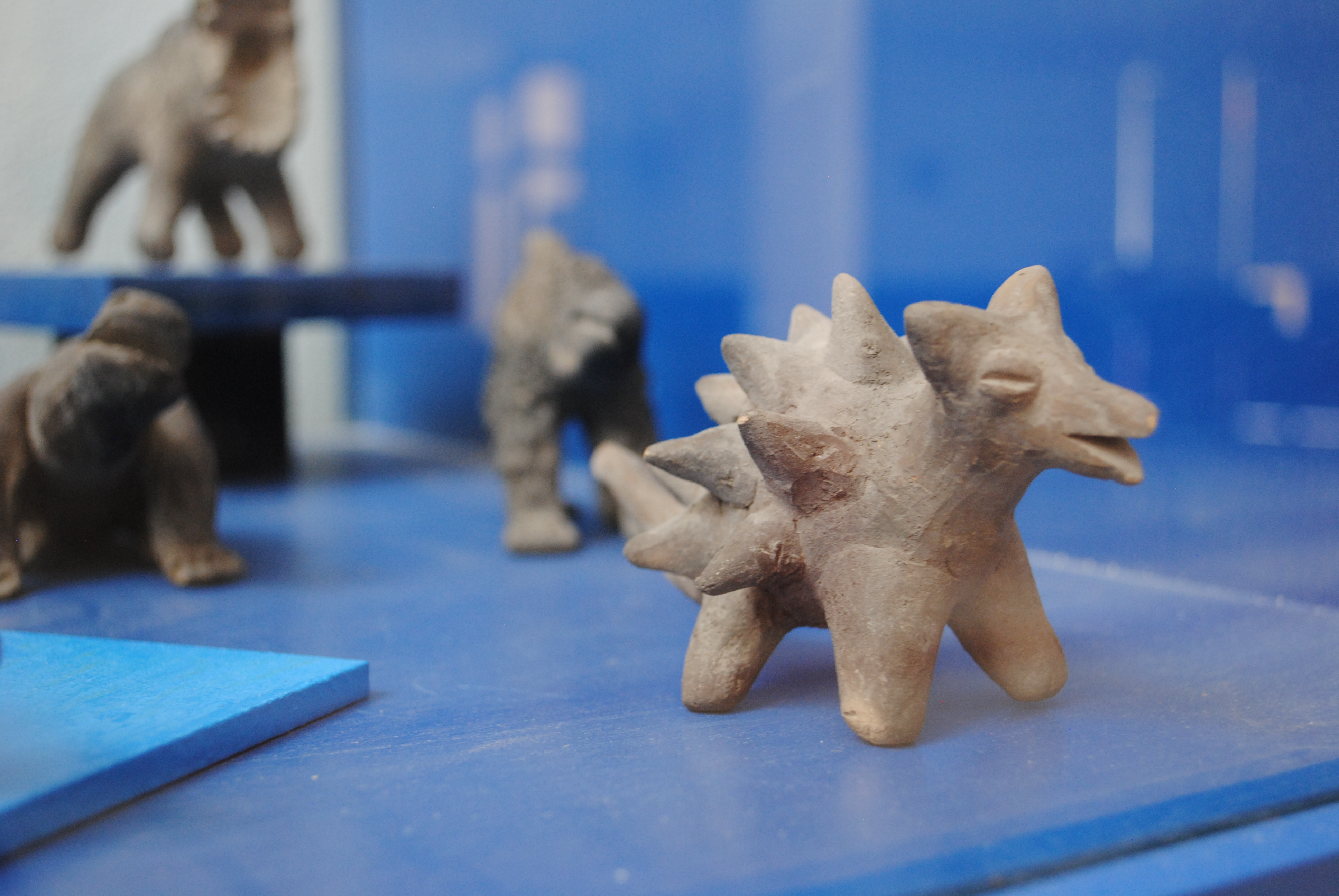
Muzeo Julsrud 19

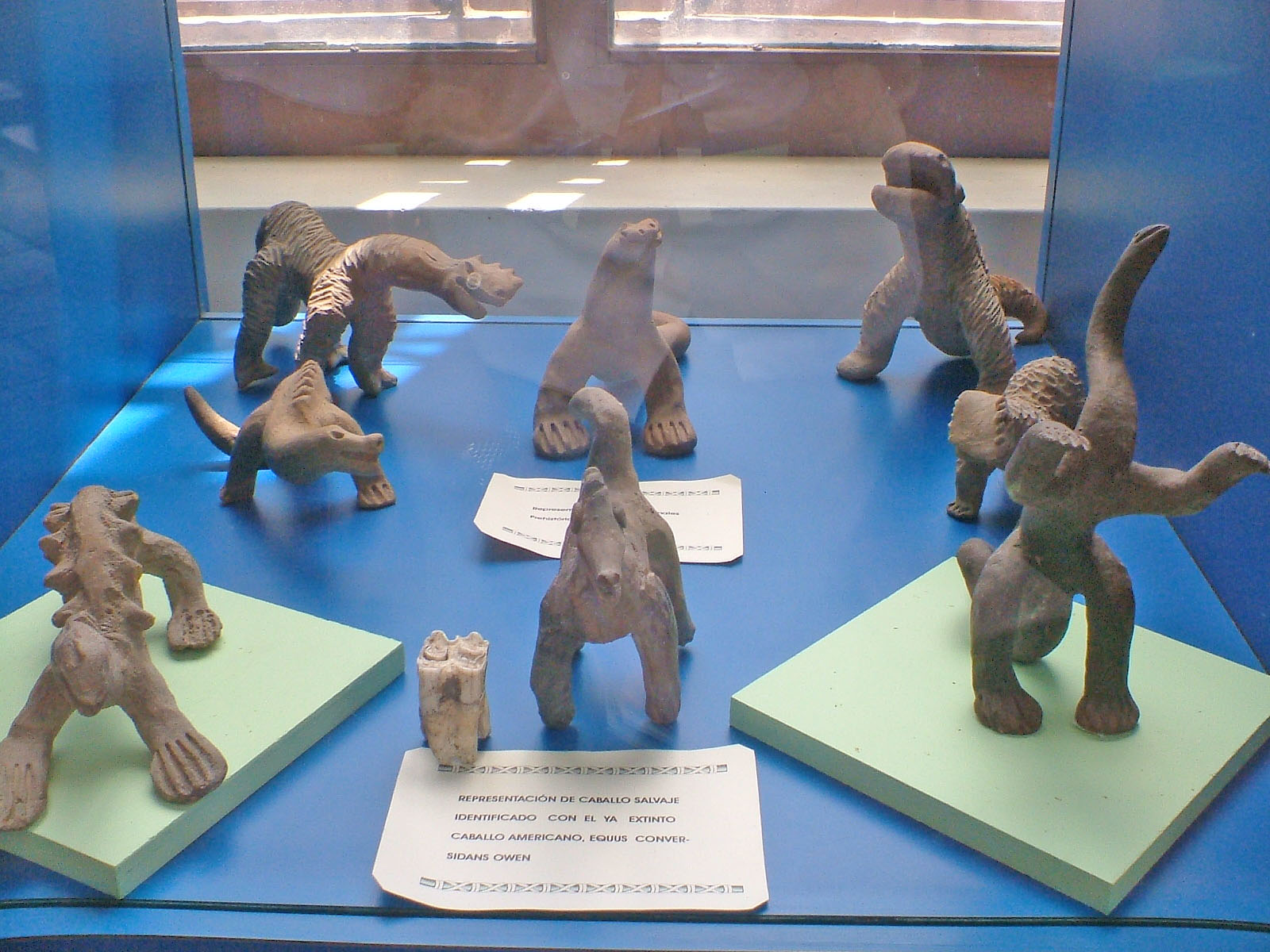

阿坎巴羅雕像，是由德國移民沃德瑪·朱斯拉德於1944年7月，宣稱在墨西哥阿坎巴羅發現的雕塑，當中記錄了大量史前人類與恐龍共處的生活情景。

## 特點
他稱在阿坎巴羅村的El Toro山的山腳下，一些陶俑從地底沖刷出來。因為沃德瑪先生喜愛收藏古物，他與經理奧狄龍·蒂那耶羅一同協手收集。沃德瑪·朱斯拉德自1944年到1952年，以一披索換一雕像的價格向當地農夫徵求雕像，共得了三萬兩千多件各式各樣的恐龍與蘇美人、埃及人、高加索人雕像，宣稱是《聖經》大洪水前人類與恐龍共處的證據，並主張古人還曾畜養恐龍。

## 雕塑
這些雕塑除了有類似蘇美人、埃及人、高加索人等面孔雕像之外，還有許多與人類一起奔跑嬉戲的各種各類恐龍雕像。有的巨人騎著巨型恐龍，還有的婦女喂養小恐龍，或是一些恐龍甩著尾巴向人們撒嬌的情景雕塑。

## 科學說法
從外觀上多數雕像太過乾淨，也無任何破損，不像出土文物，美國考古學家Charles C. Di Peso判斷是當時農夫的作品。其他考古學家也判斷阿坎巴羅雕像是偽作。
1969年，賓夕法尼亞大學Gary W. Carriveau與Mark C. Han對雕像利用他們剛發明的热释光测年法來測定泥偶，最後公布雕像的成型年代約為1939年。